# Pälsmössa m/1959

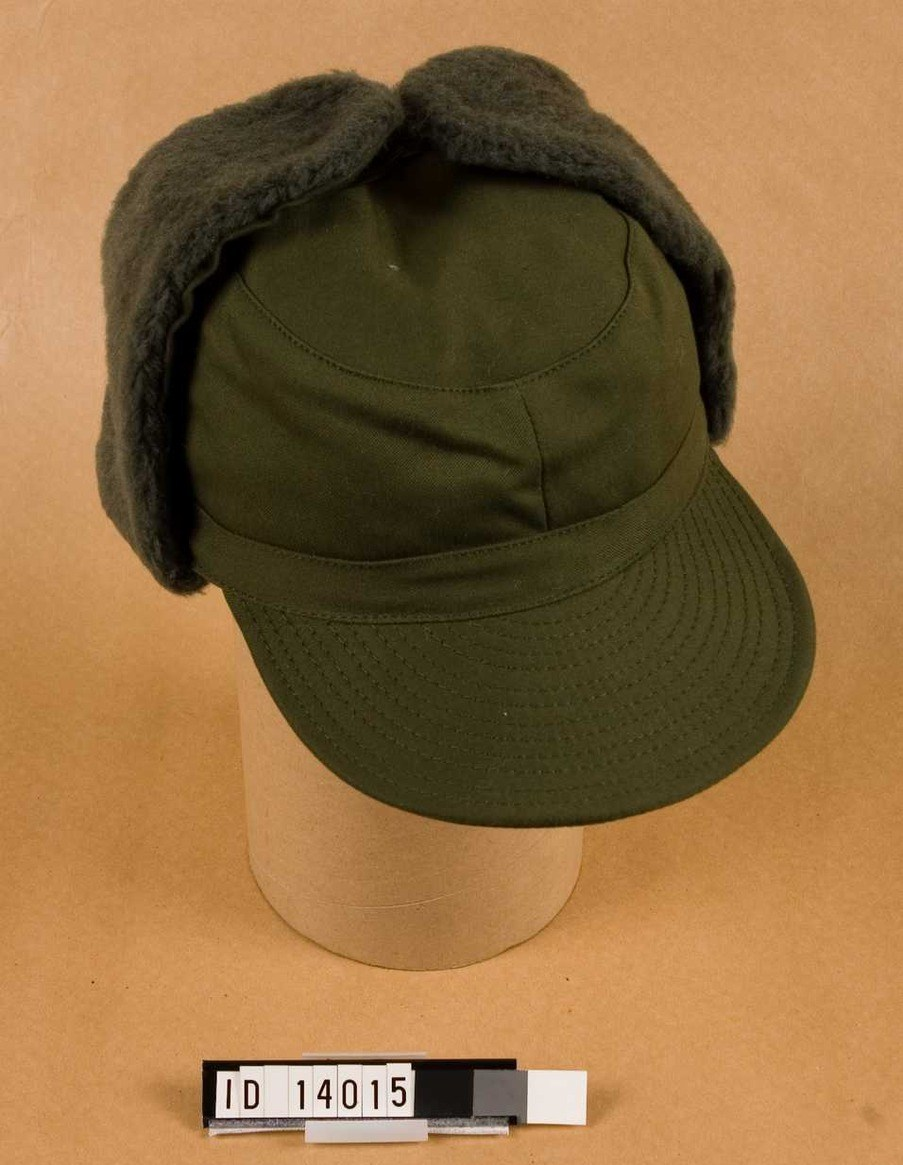
Pälsmössa m/1959 för manskap, läge 1
(Ur armémuseums samlingar)

Pälsmössa m/1959 är en kepsliknande skärmmössa för vinterbruk som används inom Försvarsmakten.

## Utformning
Pälsmössa m/1959 är utförd i olivgrön varpsatin med mjuk skärm i likhet med fältmössa m/1959. Mössan har vidare utanpåliggande öron- och nackskydd i päls. För befäl anbringas agraff som gradbeteckning. Mössan kan bäras i tre lägen där skydden knäpps på olika sätt. Läge 1 innebär att de är i hopknäppta på mössans kulle, läge 2 innebär att de är nedfällda och hopknäppta i nacken och läge 3 att de är nedfällda och hopknäppta under hakan.

## Användning
Pälsmössa m/1959 användes vanligen vid mer utsatta situationer vintertid till uniform m/1958 och m/1959. Efter nämnda uniformssystems avskaffande har pälsmössan kommit att fortsätta användas inom ramen för fältuniform 90.